# Kim Man-deok
Dans ce nom, le nom de famille, Kim, précède le nom personnel coréen.
Kim Man-deok (김만덕, 金萬德), née en 1739 et morte en 1812, est la première femme d'affaires coréenne connue.

## Histoire
Orpheline très tôt, elle travaille d'abord en tant que kisaeng avant de se lancer dans le commerce maritime et de vendre du riz et du sel venus d'outre-mer. Originaire de l'ile de Jeju, elle s'est illustrée en sacrifiant sa fortune pour sauver les habitants de l'ile de la grande famine du début des années 1790.
Sa vie a fait l'objet d'un film : Geosang Kim Man-deok (en) (2010).